# Muttahida Majlis-e-Amal
Die Muttahida Majlis-e-Amal (MMA, Vereinigte Aktionsfront) ist eine Allianz islamistischer Parteien in Pakistan.

## Struktur
Die Muttahida Majlis-e-Amal ist eine Allianz der fünf bedeutendsten islamistischen Parteien Pakistans. Sie wurde im Vorfeld der Parlamentswahlen von Oktober 2002 gegründet, um die Kräfte der Islamisten zu bündeln. Ihr gehören die Jamiat Ulema-e-Islam (Fazlur Rehman) (JUI-F), die Jamiat Ulema-e-Islam (Samiul Haq) (JUI-S), die Jamaat-e-Islami (JI), die Jamyat-e Ulema-e Pakistan (JUP) und die Tahrik-e Jaffariya-e Pakistan (TJP) an.
Nach dem Tod von Maulana Noorani (JUP) im Dezember 2003 ist der moderate Qazi Hussein Ahmed (JI) heute Führer der MMA. Weitere wichtige Politiker sind Samiul Haq und Fazlur Rehman der beiden Fraktionen der JUI. Die Ahl-e-Hadith gehörte ebenfalls zu den Gründungsmitgliedern, doch hat sie das Wahlbündnis noch im August 2002 verlassen.
Ansonsten hat sich das Bündnis der fünf verbleibenden Parteien als stabil erwiesen. Dies ist umso überraschender, da sie Parteien unterschiedlicher religiöser und politischer Orientierung vereint. So umfasst sie mit der JUI und der JUP traditionelle sunnitische Gelehrtenparteien der Deobandi- und der Barelwi-Schule, mit der JI eine moderne sunnitische Laienpartei und mit der TJP eine wichtige schiitische Partei. Dies ist bemerkenswert, da sich in den 1980er Jahren Sunniten und Schiiten in Pakistan einen blutigen Bürgerkrieg geliefert haben. Noch in den 1990er Jahren haben sich die militärischen Flügel von JUI und TJP erbittert bekämpft.

## Wahlen
Die Zersplitterung der Islamisten hatte stets verhindert, dass sie das Potential ihrer Wählerschaft voll ausschöpfen konnten. Zwar erreichten sie bei den Wahlen zur Nationalversammlung und den Provinzparlamenten im Oktober 2002 mit 11 Prozent nur unwesentlich mehr Stimmen als bei früheren Wahlen. Doch dank des Wahlbündnisses schlug sich dieser Stimmanteil diesmal in der Sitzverteilung nieder. So erreichte die MMA in der Nationalversammlung 53 der 342 Sitze, in der Nordwestprovinz (NWFP) 62 der 123 Sitze und in Belutschistan 17 der 64 Sitze. Sie stellt daher in der NWFP die Regierung und ist in Belutschistan daran beteiligt.

## Maßnahmen
In der NWFP hat die MMA mit der Verabschiedung eines Gesetzes, das die Scharia zur Grundlage der Gesetzgebung erklärte, der Gründung einer Kommission, welche Bildung und Wirtschaft mit dem Islam in Einklang bringen soll, und dem Verbot von Alkohol, Musik und Werbetafeln wichtige Schritte zur Islamisierung von Politik und Gesellschaft unternommen. Mit der Durchsetzung von Gebetszeiten und Kleiderordnung durch eine neu gegründete Religionspolizei hat sie weitere Maßnahmen zur „Talibanisierung“ der Provinz eingeleitet. Die JUI, die in der NWFP die Regierung dominiert, gilt ohnehin als einer der wichtigsten Verbündeten der Taliban, denen sie durch eine gemeinsame politisch-religiöse Weltanschauung verbunden ist. Es ist daher nicht völlig zufällig, dass die NWFP zum wichtigsten Sammelgebiet und Rückzugsraum der Taliban geworden ist.
Auf nationaler Ebene bestimmt jedoch nicht die JUI die Politik der MMA, sondern die modernere und moderatere JI. Dabei zeichnet sich ihre Politik einerseits durch die scharfe Kritik am proamerikanischen und autoritären Kurs von Präsident Pervez Musharraf aus, andererseits durch die heimliche Kooperation mit dem Militär. So stimmte sie 2003 für eine Änderung der Verfassung, die dem Präsidenten erlaubte, seine Position zu legalisieren. Doch auch Musharrafs Haltung gegenüber den Islamisten war nicht konsequent: Einerseits wurde er durch die USA gedrängt, die radikalen Parteien und die ihnen nahestehenden Terrorgruppen zu bekämpfen, andererseits brauchte er die Islamisten als Gegengewicht zu den großen demokratischen Parteien, die die Rückkehr zur Demokratie fordern. Daher fand sich auch auf seiner Seite eine Doppelstrategie aus öffentlicher Kritik und heimlicher Kooperation.